# Friedrich Sturm (Maler)
Friedrich Sturm, auch Fritz Sturm (* 19. Mai 1823 in Wien; † 1. November 1898 in Weissenbach an der Triesting) war ein österreichischer Dekorations-, Blumen- und Tiermaler.

## Leben

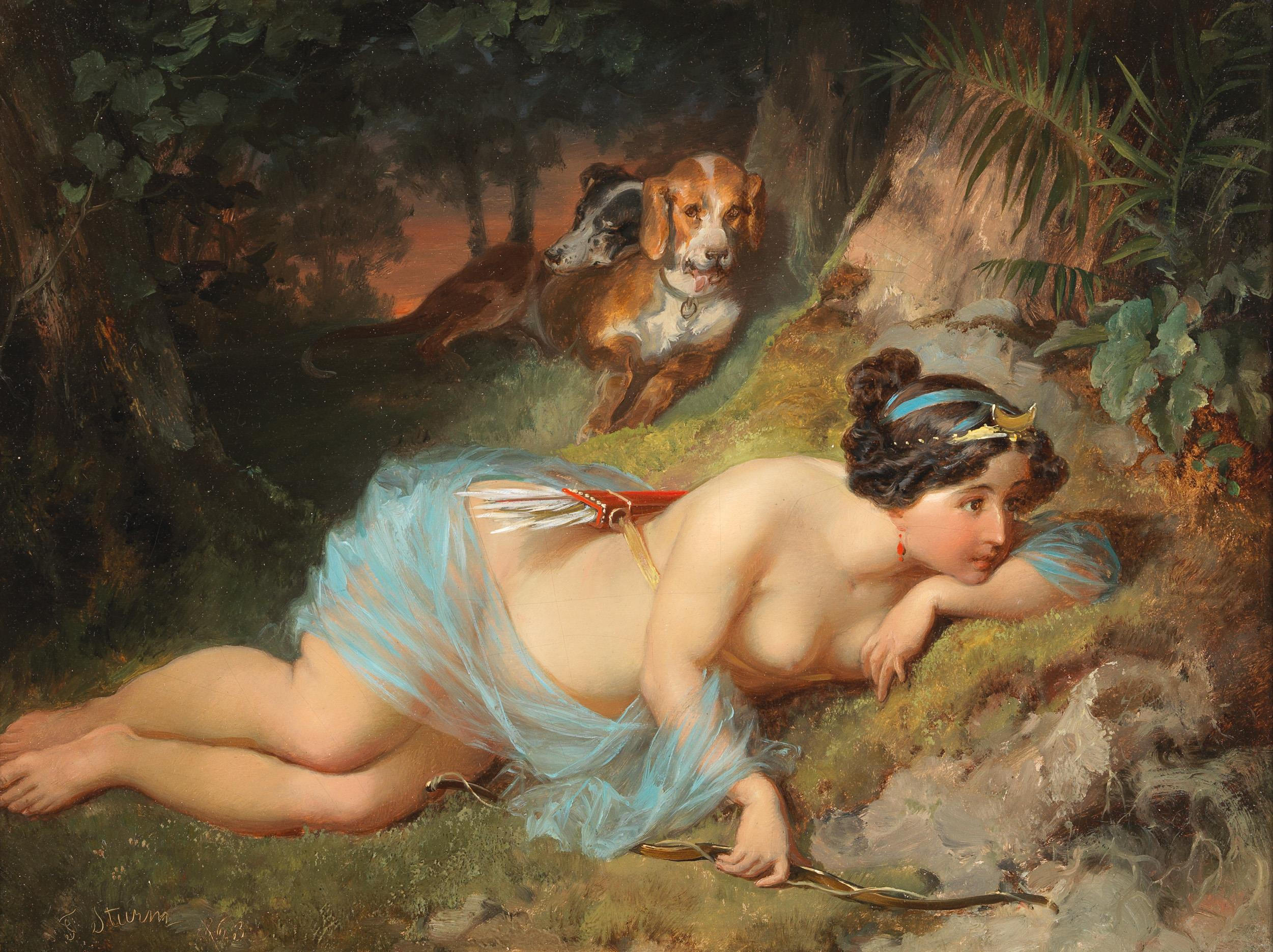
Sturm: Diana, Göttin der Jagd (1863)

Sturm war zunächst Schüler seines Vaters, der ein Porzellan- und Emailmaler war, und besuchte dann die Akademie der bildenden Künste Wien. Anschließend unternahm er eine Studienreise nach Serbien und Ungarn, wo er sich al Theater-, Porträt- und Heiligenbildmaler betätigte. Er wandte sich der Freskenmalerei zu und spezialisierte sich als Blumen- und Tiermaler. Zahlreiche Wiener Gebäude wurden von ihm mit Wand- und Deckengemälden versehen, für den Salon der Kaiserin von Österreich malte er auch auf Seide. Mit seinen Bildern beschickte er von 1853 bis 1859 die Monatsausstellungen des österreichischen Kunstvereins. Mit Eröffnung des Museums für Kunst und Industrie in Wien wurde er 1868 Professor der dem Museum angegliederten Kunstgewerbeschule, heute die Universität für angewandte Kunst, und leitete bis 1892 deren Abteilung für Pflanzen-, Tier- und Ornamentmalerei. An seinem Unterricht in Blumenmalerei waren auch Frauen als Teilnehmerinnen zugelassen. Von 1881 bis 1889 war er Direktor der Einrichtung. Im Jahr 1892 wurde er krankheitsbedingt in den Ruhestand versetzt.
Der Maler Georg Sturm war sein Sohn und Schüler.
Sturm war Mitglied der Künstlervereinigung Eintracht, seit 1861 der Genossenschaft der bildenden Künstler Wiens (Künstlerhaus), ab 1868 Mitglied der Wiener Akademie der bildenden Künste und erhielt zahlreiche Auszeichnungen. 1876 wurde er Ritter des Franz Joseph-Ordens.